# Prószéky Gábor
Prószéky Gábor (Budapest, 1954. március 25. – ) Széchenyi-díjas magyar programtervező matematikus, nyelvész, a MorphoLogic cég alapítója, a Pázmány Péter Katolikus Egyetem Információs Technológiai és Bionikai Karának egyetemi tanára, a Nyelvtudományi Kutatóközpont (korábban: MTA Nyelvtudományi Intézet) főigazgatója.

## Életpályája
A Budapesti Piarista Gimnázium elvégzése után az Eötvös Loránd Tudományegyetem (ELTE) Természettudományi Karán 1979-ben programozó matematikus, 1981-ben programtervező matematikus diplomát, a Bölcsészettudományi karon pedig 1982-ben általános és alkalmazott nyelvész szakos bölcsész oklevelet szerzett. 1995-ben megszerezte a PhD-fokozatot nyelvészetből, majd 2004-ben az MTA doktora lett. 2006-tól habilitált egyetemi tanár. 
1991-ben társaival megalapítja a MorphoLogic számítógépes nyelvészeti vállalkozást, melynek az indulástól 2017-ig ügyvezető igazgatója. Kutatás-fejlesztési megoldásaik többsége (helyesírási és elválasztó programok, intelligens szótárak, fordítóprogramok) széles körben használatba került. Nemzetközi cégek vásárolták meg a technológiájuk licencjogát (Microsoft, IBM, Xerox, Adobe stb.), a Prószéky által vezetett vállalkozás pedig több hazai és nemzetközi elismerést (pl. IST Prize) kapott.
2001-től tanít a Pázmány Péter Katolikus Egyetem Információs Technológiai és Bionikai Karán, 2006-tól egyetemi tanárként. A PPKE ITK Roska Tamás Műszaki Tudományok Doktori Iskolájának alapító tagja, 2006-tól 2016-ig a kar kutatási és innovációs dékánhelyettese, 2011-től a kari Doktori és Habilitációs Tanács elnöke. Tagja a PPKE BTK Nyelvtudományi és az ELTE BTK Fordítástudományi Doktori Iskolájának. Eddig összesen 15 hallgatója szerezte meg a PhD-fokozatot.
2012-től az általa létrehozott MTA-PPKE Magyar Nyelvtechnológiai Kutatócsoport vezetője. Egyébként a Prószéky által irányított kutatócsoportok az elmúlt mintegy 25 évben 13 nemzetközi és 27 hazai kutatás-fejlesztési projektben vettek részt. A hazai kutatás-fejlesztés szervezésében is aktív szerepet vállal: 2014-től az OTKA, majd az NKFIH Bölcsészet- és Társadalomtudományi Kollégiumának elnöke.
2017-től az MTA Nyelvtudományi Intézet igazgatója, majd 2020-tól ennek jogutódja, az Eötvös Loránd Kutatási Hálózathoz tartozó Nyelvtudományi Kutatóközpont főigazgatója.

## Díjai
- Pázmány-plakett (PPKE): 2013
- Gábor Dénes-díj: 2010[4]
- Év Informatikai Oktatója különdíj (Vezető Informatikusok Szövetsége): 2009
- Brassai Sámuel-díj (Magyar Alkalmazott Nyelvészek és Nyelvtanárok Egyesülete): 2005
- Magyar Informatikáért szakmai érem (IHM): 2005
- Gyurós Tibor-díj (IVSZ): 2002
- Széchenyi-díj: 2000
- World Young Business Achiever Finalist, Worldcom Group: 1997
- Kalmár László-díj (Neumann János Számítógép-tudományi Társaság): 1995
- Prima Primissima díj (2023)

## Tagság tudományos szervezetekben, szerkesztőbizottságokban
- MTA Magyar Nyelvi Osztályközi Állandó Bizottság (2015-től elnök, 2018-tól társelnök)
- MTA Nyelvtudományi Bizottság
- MTA Szótári Munkabizottság (2007 és 2012 között elnök)
- Association for Computational Linguistics
- European Association for Machine Translation
- European Linguistic Resources Association (2006 és 2012 között vezetőségi tag)
- Magyar Terminológia (szerkesztőbizottsági tag)
- Lexikográfiai Füzetek (szerkesztőbizottsági tag)
- Magyar Orvosi Nyelv (szerkesztőbizottsági tag)
- Across Languages and Cultures (tanácsadó testületi tag)
- Fordítástudomány (szerkesztőbizottsági tag)
- Alkalmazott Nyelvtudomány (szerkesztőbizottsági tag)

## Tudományos közéleti tevékenység
- Magyarországi Alkalmazott Nyelvészek Egyesülete (MANYE) (2013-tól elnök)
- Magyar Nyelvészeti Diákolimpia Bizottság (2012-től elnök)
- OTKA, majd NKFIH Bölcsészet- és Társadalomtudományi Kollégium (2014-től elnök)
- Magyar Terminológiai Tanács (2013-tól alelnök)
- Informatikai Vállalkozások Szövetsége (1999 és 2000 között alelnök)
- Neumann János Számítógép-tudományi Társaság (2013 és 2015 között alelnök)

## Főbb publikációi[5]

### Könyvei
- Prószéky Gábor: Számítógépes nyelvészet. Számalk, Budapest, 1989, 605 p.
- Prószéky Gábor–Kis Balázs: Számítógéppel emberi nyelven – Intelligens szövegkezelés számítógéppel. SZAK Kiadó, Bicske, 1999, 341 p.
- Prószéky Gábor: A nyelvtechnológia (és) alkalmazásai. eVilág Kiskönyvtár sorozat, II. kötet, Aranykönyv Kiadó, Budapest, 2005.

### Cikkei[6]
- Prószéky Gábor 2017: A számítógép, az elektronikus kommunikáció és az internet hatása, In: Szerk.: Tolcsvai Nagy Gábor A magyar nyelv jelene és jövője. Budapest: Gondolat Kiadó, 2017. pp. 321-335.
- Siklósi Borbála, Novák Attila, Prószéky Gábor 2016: Context-aware correction of spelling errors in Hungarian medical documents, COMPUTER SPEECH AND LANGUAGE 35: (jan 2016) pp. 219-233.
- Indig Balázs, Laki László János, Prószéky Gábor 2016: Mozaik nyelvmodell az AnaGramma elemzőhöz, In: Szerk.: Tanács Attila, Szerk.: Varga Viktor, Szerk.: Vincze Veronika XII. Magyar Számítógépes Nyelvészeti Konferencia (MSZNY 2016). Szeged: Szegedi Tudományegyetem, 2016. pp. 260-270.
- Endrédy István, Prószéky Gábor 2016: A Pázmány Korpusz, NYELVTUDOMÁNYI KÖZLEMÉNYEK 112: pp. 191-206.
- Prószéky Gábor, Indig Balázs 2015: Magyar szövegek pszicholingvisztikai indíttatású elemzése számítógéppel, ALKALMAZOTT NYELVTUDOMÁNY XV: (1-2) pp. 29-44.
- G Orosz, A Novák, G Prószéky 2014: Lessons Learned from Tagging Clinical Hungarian, INTERNATIONAL JOURNAL OF COMPUTATIONAL LINGUISTICS AND APPLICATIONS 5: (1) pp. 159-176.
- Gábor Prószéky 2006: Translating While Parsing, In: Szerk.: Mickael Suominen, Szerk.: Antti Arppe, Szerk.: Anu Airola, Szerk.: Orvokki Heinämäki, Szerk.: Matti Miestamo, Szerk.: Urho Määttä, Szerk.: Jussi Niemi, Szerk.: Kari K Pitkänen, Szerk.: Kaius Sinnemäki A Man of Measure (Festschrift in Honour of Fred Karlsson on his 60th Birthday). Turku: The Linguistic Association of Finland, 2006. pp. 449-459. (Special Supplement to SKY Journal of Linguistics)Vol. 19
- Gábor Prószéky, Attila Novák 2005: Computational Morphologies for Small Uralic Languages, In: Szerk.: Arppe Antti, Szerk.: Lauri Carlson, Szerk.: Krister Linden, Szerk.: Jussi Piitulainen, Szerk.: Mickael Suominen, Szerk.: Martti Vainio, Szerk.: Hanna Westerlund, Szerk.: Anssi Yli-Jyrä Inquiries into Word, Constraints and Contexts.(Festschrift in the Honour of Kimmo Koskenniemi on his 60th Birthday). Stanford (CA): CSLI Publications, 2005. pp. 150-157.